# Küster

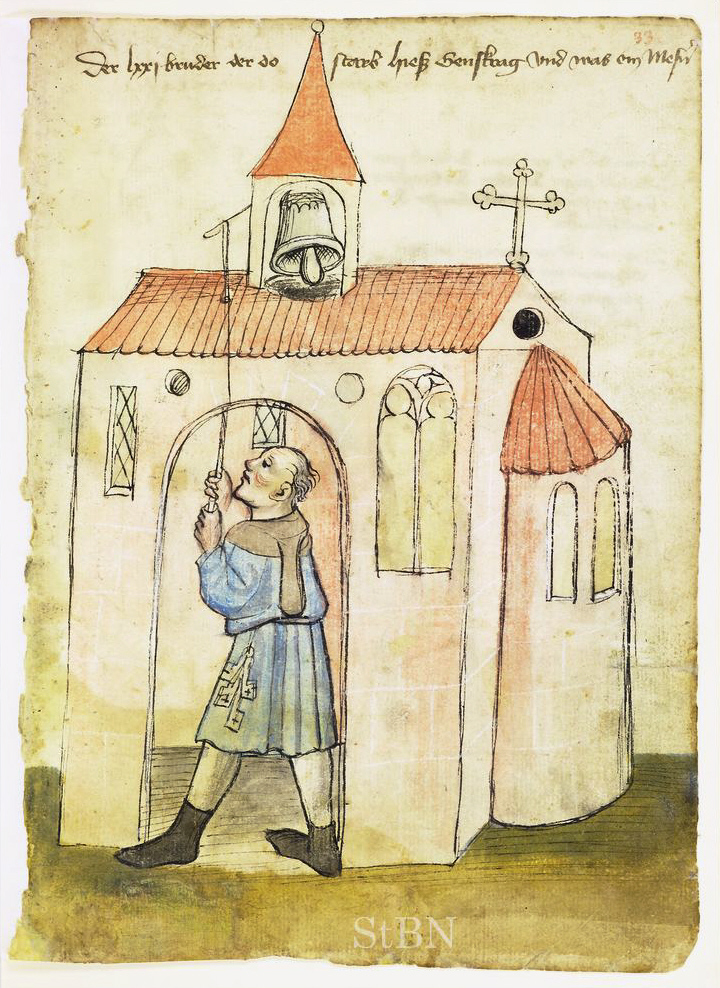
Der Mesner, Abbildung im Hausbuch der Mendelschen Zwölfbrüderstiftung, um 1425

Der Küster (von lateinisch custos ‚Hüter, Wächter‘) oder  Kirchendiener, Sakristan, Kirchner oder Kirchwart, oberdeutsch Mesner/Messner bzw. in Westösterreich und in der Ostschweiz Mesmer/Messmer (vom mittellateinischen mansionarius ‚Haushüter‘) und in großen Teilen der Deutschschweiz sowie Teilen des Elsasses und des Breisgaus Sigrist (evangelisch, vom mittellateinischen sacrista ‚Küster‘), ist verantwortlich für die Vorbereitung des Kirchenraums und der Sakristei für den Gottesdienst. Mit dem Küsterdienst sind oftmals auch die weitergefasste Betreuung einer Kirche mit Aufgaben eines Hausmeisters (wie die Verwaltung, Instandhaltung und Reinigung des Bauwerks), Kirchenschweizers und Glöckners sowie andere liturgische Dienste, technische oder handwerkliche Tätigkeiten verbunden.

## Geschichte
Das Alte Testament berichtet über die Gruppe der Leviten, die in Tempel und Synagoge als Helfer dienten. Im frühen Christentum übernahmen Diakone neben ihren karitativen Aufgaben auch das Amt, im Gottesdienst für die kirchliche Ordnung zu sorgen. Sie öffneten und schlossen die Pforten der Kirche (Ostiarier), bereiteten den Gottesdienst vor, unterwiesen die Katechumenen und stimmten die Psalmgesänge an. Zur Aufgabe eines Ostiariers zählte später auch das Läuten der Glocken. Die Weihe zum Ostiarier gehörte früher zu den niederen Weihen, den Vorstufen zur Priesterweihe.
Im Luthertum wirkten die Küster im 16. und 17. Jahrhundert, vor allem in dörflichen Kirchen ohne Orgeln, als Vorsänger der Gemeinde (Praecentor). Zudem wählten Küster oder Kantor bis zum Beginn der Aufklärung auch die Gesänge der Gemeinde aus. Bis zum 19. Jahrhundert waren die Küster in vielen ländlichen Gebieten auch als Lehrer tätig. Die von ihnen betriebene Schule im Kirchdorf wurde als Küsterschule bezeichnet. Die niederdeutsche Variante Köster für den Lehrer hat sich als Nachname erhalten. Hatte eine Dorfkirche eine Orgel, war der Küster oft zusätzlich als Organist tätig. Er wurde dann als Opfermann oder niederdeutsch  Offermann bezeichnet. Im evangelisch-lutherischen Norddeutschland ist für das 16. bis 19. Jahrhundert die Kombination des Küster- und Organistenamtes häufig belegt. Noch Wilhelm Busch ist 1877 die Kombination der beiden Ämter bekannt: „Da ist Klingebiel; was ist er? Sonntags Kanter [Kantor], alltags Küster.“ Früher mussten Küster auch zu den für den Gottesdienst und das Gebet festgelegten Zeiten (Angelus) die Kirchenglocken läuten.

## Berufsbild

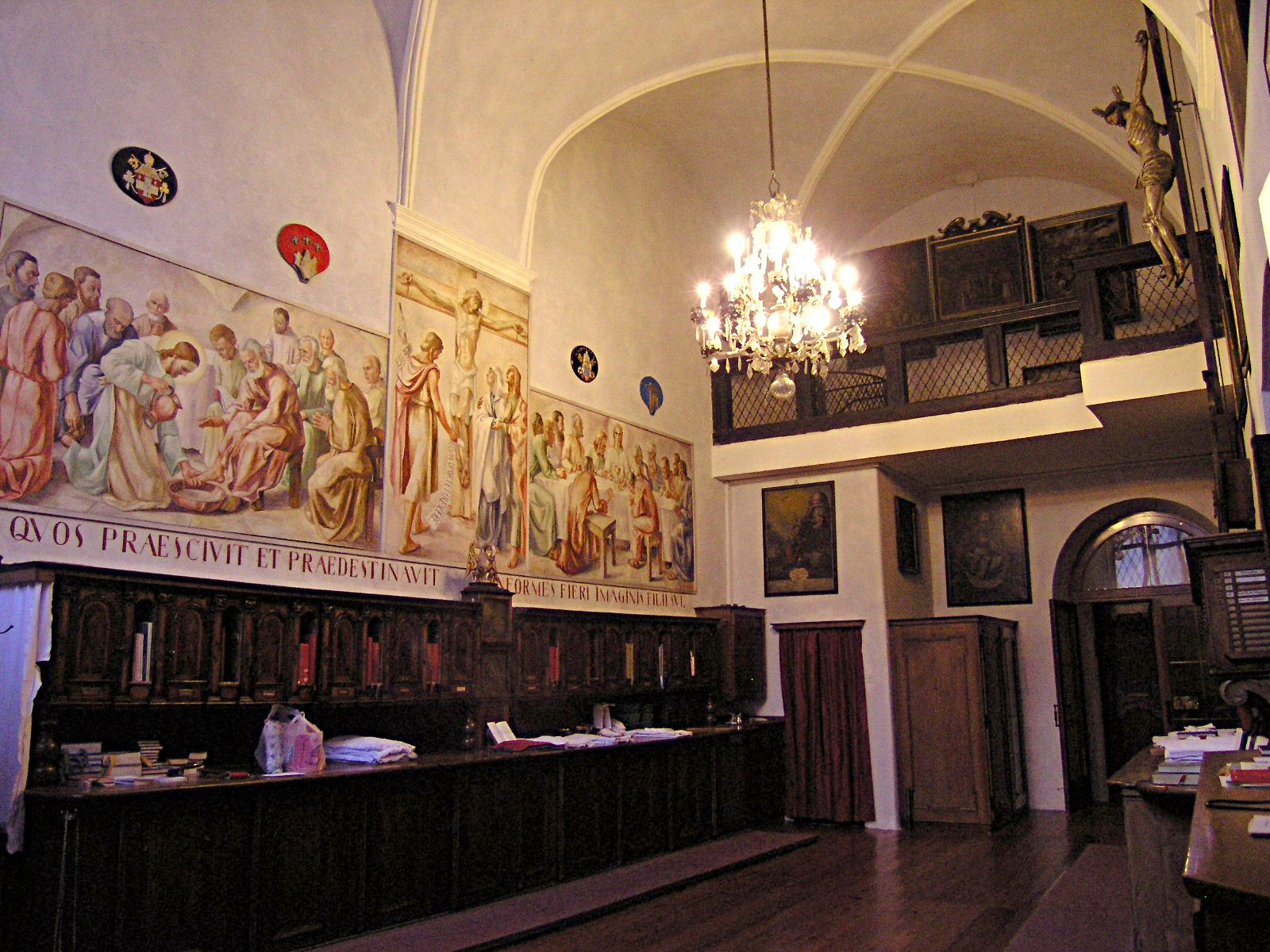
Sakristei des Domes zu Brixen

Der Dienst des Küsters wird sowohl haupt- als auch neben- und ehrenamtlich ausgeübt. Angestellte Küster üben einen kirchlichen Beruf aus. Die traditionelle Dienstwohnung ist die Küsterei bzw. Mesnerei, oftmals ein separates Wohngebäude nahe der Kirche, in ländlichen Gegenden früher meist mit Garten und Wirtschaftsgebäuden versehen, die Landwirtschaft im Nebenerwerb ermöglichten.
Die Ausbildung (Bistum Aachen: Sakristanausbildung) erfolgt in Grund- und Aufbaukursen oder Lehrgängen. Die Teilnahme an Rüstzeiten für Küster und am jährlichen Küstertag ist je nach Dienstanweisung (s. u.) vorgesehen.
Ein Küster bereitet Gottesdienste vor bzw. nach, leistet Dienste in der Liturgie und betreut die  Sakristei. Zu den Aufgaben gehören das Öffnen und Schließen der Kirche, das Anzünden der Kerzen, Stecken der Liedtafeln, das Läuten der Glocken sowie die Vorbereitung der liturgischen Gefäße und Geräte sowie der liturgischen Bücher, die Sorge für den Kirchenschmuck, die Paramente und die liturgischen Gewänder, örtlich auch die Einteilung oder Betreuung der Ministranten.
Einem Küster werden zudem oft auch Hausmeisterdienste für Kirche, Gemeindezentrum, Pfarrhof und andere Einrichtungen der Pfarrei übertragen. Bei vielbesuchten Kirchen, die bekannte Ziele für Pilger und Touristen sind, kann auch die Organisation von Wachdiensten, das Anbieten von Führungen oder der Verkauf von Schriften hinzukommen. Auch Kombinationen mit der Aufgabe des Organisten und des Chorleiters kommen vor, ebenfalls der Dienst an mehreren benachbarten Kirchen, um für hauptberuflich tätige Küster und Sakristane ein auskömmliches Einkommen zu erzielen. Der Beruf erfordert regelmäßig Präsenz zu außergewöhnlichen Zeiten, an Wochenenden und Feiertagen. Für eine hauptamtliche Anstellung ist in der Regel eine Ausbildung erforderlich, die liturgische, spirituelle und kirchenorganisatorische Themen genauso umfasst wie praktisch-handwerkliche Themen. Küster und Sakristane haben sich in der evangelischen wie in der katholischen Kirche zu Berufsverbänden zusammengeschlossen.
In evangelischen Kirchengemeinden im Raum Berlin und Brandenburg wird die Berufsbezeichnung Küster für die Verwaltungskraft und die Assistenz der Geschäftsführung verwendet. Als Küsterei wird hier das Gemeindebüro bezeichnet, die Informations- und Anlaufstelle der Gemeinde.